# Свободлаг
Свободла́г (Свободненский исправительно-трудовой лагерь, укр. Свободненський виправно-трудовий табір) — підрозділ, що діяв у складі Головного управління виправно-трудових таборів Народного комісаріату внутрішніх справ СРСР.

## Історія
Свободлаг був утворений як самостійний підрозділ у структурі НКВС 30 січня 1941 року на базі розформованого того ж року Амурлагу. Управління Свободлагу знаходилось у селищі Свободний, Хабаровський край (нині місто з такою ж назвою в Амурській області). В оперативному командуванні він спочатку підпорядковувався безпосередньо ГУЛАГу, а пізніше Управлінню виправно-трудових таборів і колоній Хабаровського крайового управління НКВС (УВТТК Хабаровського УНКВС).
Максимальна кількість в'язнів у таборі доходила до 15 333 осіб (станом на 1 січня 1942 року).
Свободлаг припинив своє існування 1946 року.

## Виробництво
Основними видами виробничої діяльності ув'язнених були обслуговування лісокомбінату в селищі Свободний Желунського радгоспу, виготовлення сільськогосподарських машин, знарядь праці та запасних частин.